# انتخابات سراسری دانمارک (۲۰۱۹)

|map= 

انتخابات سراسری دانمارک (انگلیسی: 2019 Danish general election) در تاریخ ۵ ژوئن ۲۰۱۹ در این کشور برای انتخاب ۱۷۹ عضو مجلس فلکتین دانمارک برگزار شد. توزیع ۱۷۵ کرسی در جغرافیای دانمارک، به این شکل است که دو نامزد از جزایر فارو و دو نامزد از گرینلند شرکت می‌کنند. برگزاری انتخابات تنها ده روز پس از انتخابات پارلمان اروپا برگزار می‌شود.

## نتیجه انتخابات
«بلوک قرمز» در این انتخابات به پیروزی دست پیدا کرد و شامل احزابی است که به حمایت از مته فردریکسن، رهبر سوسیال دموکرات‌ها پرداخته و وی را به عنوان نامزد نخست‌وزیری معرفی کردند. بلوک قرمز - متشکل از سوسیال دموکرات‌ها، لیبرال‌های اجتماعی، حزب مردم سوسیالیست وابسته به اتحاد جماهیر شوروی سابق است و مجموعاً ۹۱ کرسی از ۱۷۹ کرسی را به دست آوردند و به این ترتیب اکثریت مجلس را به خود اختصاص دادند.

## تاریخچه
در انتخابات سراسری ۲۰۱۵ از احزاب حزب مردم دانمارک، اتحاد لیبرال دانمارک و حزب مردم محافظه کار دانمارک که به بلوک آبی موسوم هستند با اختلاف کمی اکثریت را در مجلس فلکتین تصاحب کردند. بلوک آبی ۹۰ کرسی پارلمان را به دست آورد و ۸۹ کرسی باقیمانده را سایر احزاب اشغال کردند؛ که اغلب در دایره بلوک قرمز قرار داشتند. ده روز بعد لارس لوکه راسموسن رهبر ونستر (حزب لیبرال دانمارک) به عنوان نخست‌وزیر دانمارک انتخاب شد؛ و هنگامیکه نخست‌وزیر حزب لیبرال را به یک حزب دولتی تبدیل کرد، در نوامبر ۲۰۱۶ با ائتلافی که با احزاب اتحاد لیبرال و حزب مردم محافظه کار تشکیل داد کابینه جدیدی را معرفی کرد.

## نظام انتخاباتی
۱۷۹ نفر از اعضای پارلمان دانمارک (مجلس فلکتین) ۱۷۵ کرسی را از جغرافیای دانمارک انتخاب می‌کنند. ۲سهمیه مربوط به جزایر فارو و دو سهمیه هم مربوط به گرینلنداست. در دانمارک ده حوزه انتخاباتی چند عضوی دارد که مجموعاً ۱۳۵ کرسی مستقل از پارلمان این کشور را ازطریق نظام نمایندگی تناسبی انتخاب می‌کنند.
| حزب | حزب | حزب                 | رهبر                | آخرین انتخابات | آخرین انتخابات |
| --- | --- | ------------------- | ------------------- | -------------- | -------------- |
|     | A   | سوسیال دموکرات      | مته فردریکسن        | ۲۵٫۹٪          | ۴۸ کرسی        |
|     | V   | حزب لیبرال (ونستره) | لارس لوکه راسموسن   | ۲۳٫۴٪          | ۴۳ کرسی        |
|     | O   | حزب مردم دانمارک    | کریستیان تولسن دال  | ۸٫۷٪           | ۱۶کرسی         |
|     | B   | سوسیال لیبرال       | مورتن اوسترگارد     | ۸٫۶٪           | ۱۶کرسی         |
|     | F   | حزب مردم سوسیالیست  | پیا اولسن دیر       | ۷٫۷٪           | ۱۴ کرسی        |
|     | Ø   | اتحاد قرمز-سبز      | پرنیل اسکیپر        | ۶٫۹٪           | ۱۳ کرسی        |
|     | C   | محافظه‌کار           | سورن پاپه پولسن     | ۶٫۶٪           | ۱۲ کرسی        |
|     | Å   | آلترناتیو           | اوف ابراک           | ۳٫۰٪           | ۵ کرسی         |
|     | D   | حق نو               | پرنیله ورموند       | ۲/۴٪           | ۴ کرسی         |
|     | I   | اتحاد لیبرال        | آندراس سامولسن      | ۲٫۴٪           | ۴ کرسی         |
|     | K   | دموکرات مسیحی       | ایزابلا آرنت (شاغل) | ۰/۸            | –              |
|     | E   | کلاس ریسکر پدرسن    | کلاس ریسکر پدرسن    | شرکت نکرد      | شرکت نکرد      |
|     | P   | حزب تند رو          | راسموس پالودان      | شرکت نکرد      | شرکت نکرد      |

## احزاب شرکت کننده

### دانمارک
در این رقابتهای انتخاباتی ۹ حزبی که کرسی‌های پارلمان فلکتین را به دست آوردند همراه با چهار حزبی که در بالا بردن آرا نظر سنجی نقش داشتند. نشان از شرکت کثرت احزابی بود که از سال ۱۹۹۰ در رقابتهای انتخاباتی در دانمارک شرکت کرده‌اند، در مجموع سیزده حزب شرکت داشتند، که به نسبت شرکت احزاب در انتخابات سراسری ۱۹۸۷ که دارای ۱۶ حزب بود. ارتقاء را نشان می‌دهد.
| حزب | حزب | حزب                | رهبر                | آخرین انتخابات | آخرین انتخابات |
| --- | --- | ------------------ | ------------------- | -------------- | -------------- |
|     | A   | سوسیال دموکرات     | مته فردریکسن        | ۲۶٫۳٪          | ۴۷ کرسی        |
|     | O   | حزب مردم دانمارک   | کریستیان تولسن دال  | ۲۱٫۱٪          | ۳۷ کرسی        |
|     | V   | حزب لیبرال         | لارس لوکه راسموسن   | ۱۹٫۵٪          | ۳۴ کرسی        |
|     | Ø   | اتحاد قرمز-سبز     | پرنیل اسکیپر        | ۷٫۸٪           | ۱۴ کرسی        |
|     | I   | اتحاد لیبرال       | آندراس سامولسن      | ۷٫۵٪           | ۱۳ کرسی        |
|     | Å   | آلترناتیو          | اوف ابراک           | ۴٫۸٪           | ۹ کرسی         |
|     | B   | سوسیال لیبرال      | مورتن اوسترگارد     | ۴٫۶٪           | ۸ کرسی         |
|     | F   | حزب مردم سوسیالیست | پیا اولسن دیر       | ۴٫۲٪           | ۷ کرسی         |
|     | C   | محافظه‌کار          | سورن پاپه پولسن     | ۳٫۴٪           | ۶ کرسی         |
|     | K   | دموکرات مسیحی      | ایزابلا آرنت (شاغل) | ۰/۸            | –              |
|     | D   | حق نو              | پرمایل ورموند       | شرکت نکرد      |                |
|     | E   | کلاس ریسکر پدرسن   | کلاس ریسکر پدرسن    | شرکت نکرد      | شرکت نکرد      |
|     | P   | حزب تند رو         | راسموس پالودان      | شرکت نکرد      | شرکت نکرد      |